# Petroscirtes thepassii
Petroscirtes thepassii är en fiskart som beskrevs av Bleeker, 1853. Petroscirtes thepassii ingår i släktet Petroscirtes och familjen Blenniidae. Inga underarter finns listade i Catalogue of Life.